# Distretto di Song Phi Nong
Il distretto di Song Phi Nong (in thailandese: อำเภอสองพี่น้อง) è un distretto (amphoe) della Thailandia, situato nella provincia di Suphanburi.